# Піно-нуар
Піно чорний, піно́-нуа́р (фр. Pinot Noir) — червоний сорт винограду, підвид виду виноград справжній (Vitis vinifera), один з так званих «великих винних сортів». Є візитною карткою вина Бургундії, де майже все червоне вино виготовляється з винограду піно чорного.

## Походження
Піно-нуар — старий сорт, чия історія налічує понад 2000 років. Також є батьком іншого «великого» сорту — Шардоне. Найбільш імовірною батьківщиною є Бургундія. Визначення походження піно-нуару ускладнюється тим, що сорт дуже легко мутує і кількість клонів піно перевищує тисячу. Дуже відомими клонами є сорти піно-грі, піно-блан і піно-меньє.

## Агротехніка

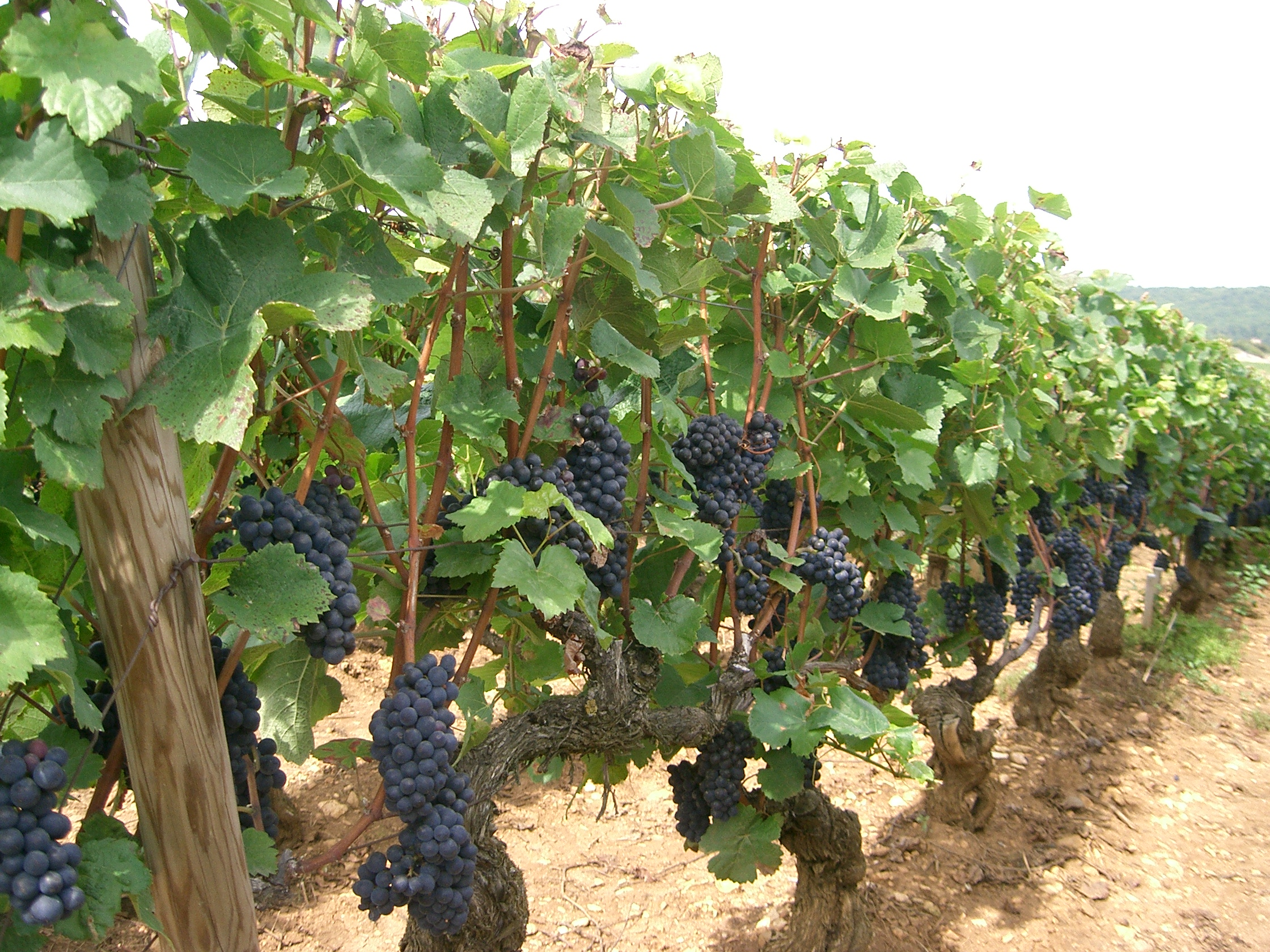
Лози піно-нуар у Бургундії. Листя проріджене для кращого освітлення ягід сонячним промінням

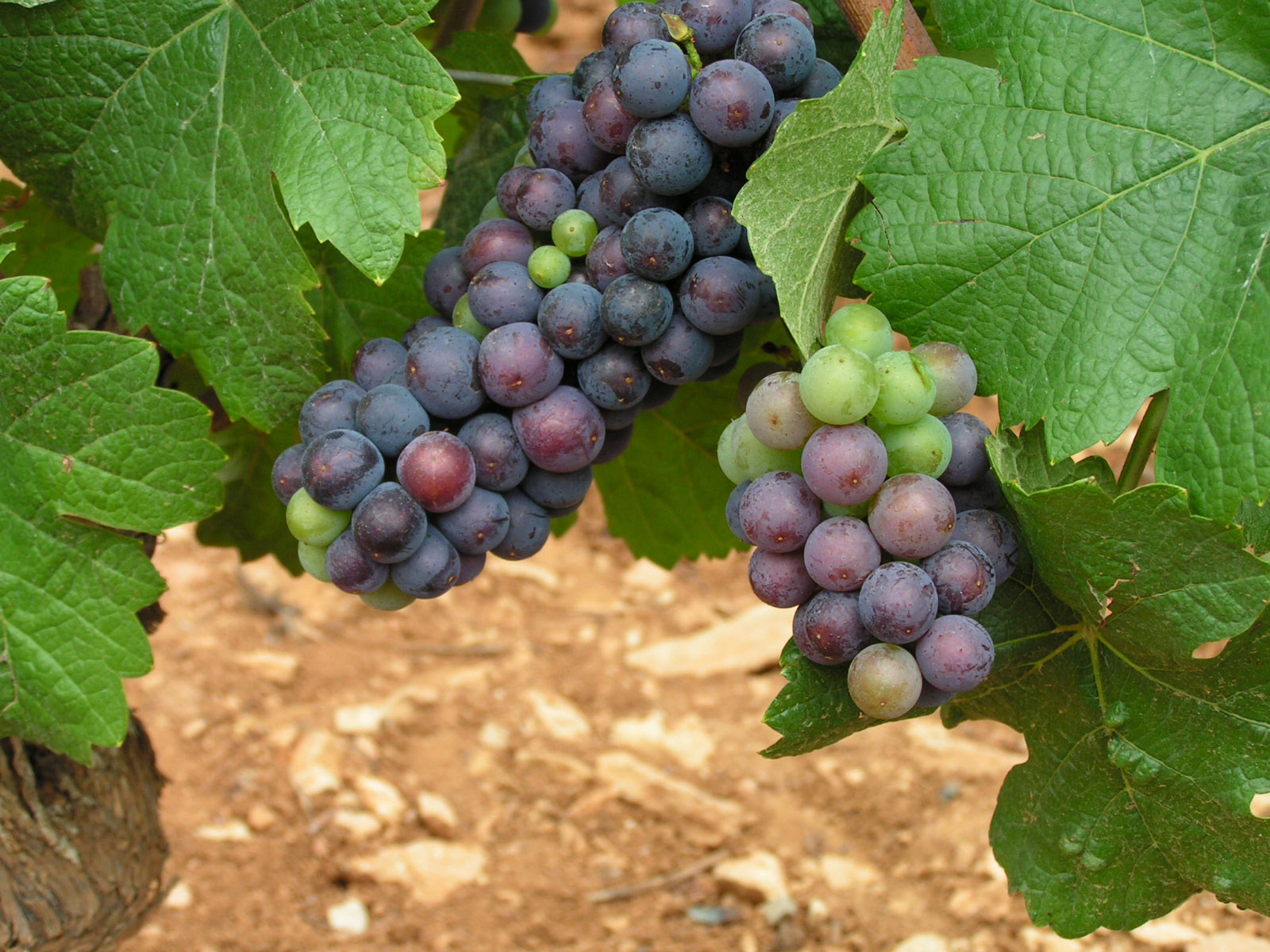
Піно-нуар, видно часткове достигання

Ягоди піно-нуару маленькі, зібрані у щільні грона, які нагадують за формою соснові шишки, звідси назва (фр. Pin — сосна, Pinot — маленька сосна). Піно-нуар — дуже примхливий та мінливий сорт. На відміну від, скажімо, каберне-совіньйону, який має чіткі смакові й ароматичні ознаки, де б він не ріс, піно-нуар може давати вина, які дуже відрізняються залежно від клімату, ґрунтів, методів підв'язування та способу переробки. Ягоди піно-нуару достигають нерівномірно, тому особливу увагу винороби приділяють сортуванню і відокремленню саме стиглих плодів перед пресуванням. Найкращі ґрунти для піно-нуару — вапняк та крейда. Ідеальний клімат — теплий або прохолодний, оскільки сорт втрачає аромати, якщо достигає швидко у спекотну погоду.
Цикл достигання ягід залежить від температури повітря, але як правило, становить 223 дні з моменту появи бруньок до осіннього падіння листя. Бруньки Піно-нуар пробиваються рано (між кінцем квітня та початком травня). Через це, сорти, які вирощуються на широтах Шампані, є вразливими до весняних заморозків. Особливістю сорту є також раннє дозрівання: грона винограду досягають зрілості вже через 45 днів після початку забарвлення ягід.

## Розповсюдження
Попри те, що вирощувати піно-нуар досить складно через його мінливість, винороби всього світу намагаються виготовляти вина на його основі, оскільки успішні вина мають неповторні свіжі фруктові аромати.

### Визначні регіони
Найвідомішим регіоном для піно-нуару є Бургундія, Франція. Серед визначних районів — Кот-д'Ор, Кот-Шалонез та Макон. Найпрестижнішими виноградниками, де вирощують піно-нуар, є Вон-Романе, Жевре-Шамбертен, Нюї-Сен-Жорж.

### Інші регіони
Інші важливі регіони культивації піно-нуару — Каліфорнія (долини Рашшн Рівер і Сонома), Нова Зеландія, Австралія, Німеччина (тут сорт зветься Шпетбургундер), Італія та Молдова. Піно-нуар культивують також у Криму.

## Стилі вина

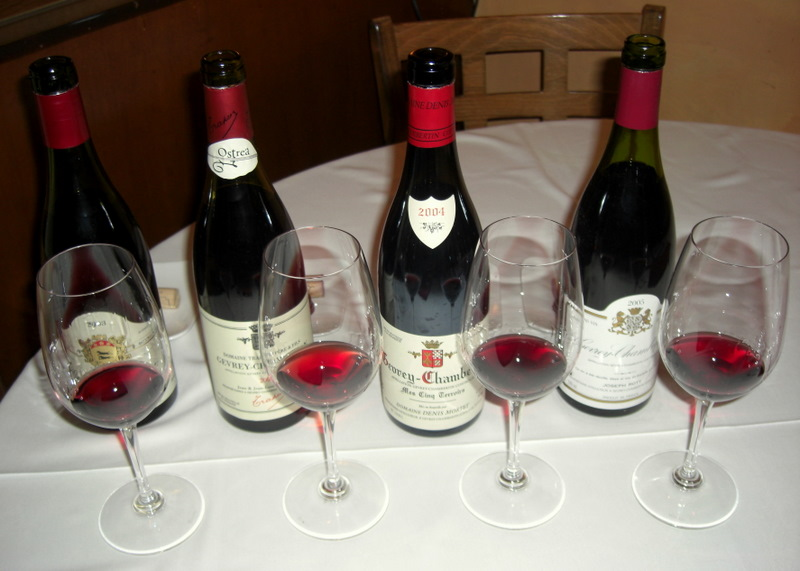
Піно-нуар з Бургундії, видно світло-гранатовий колір

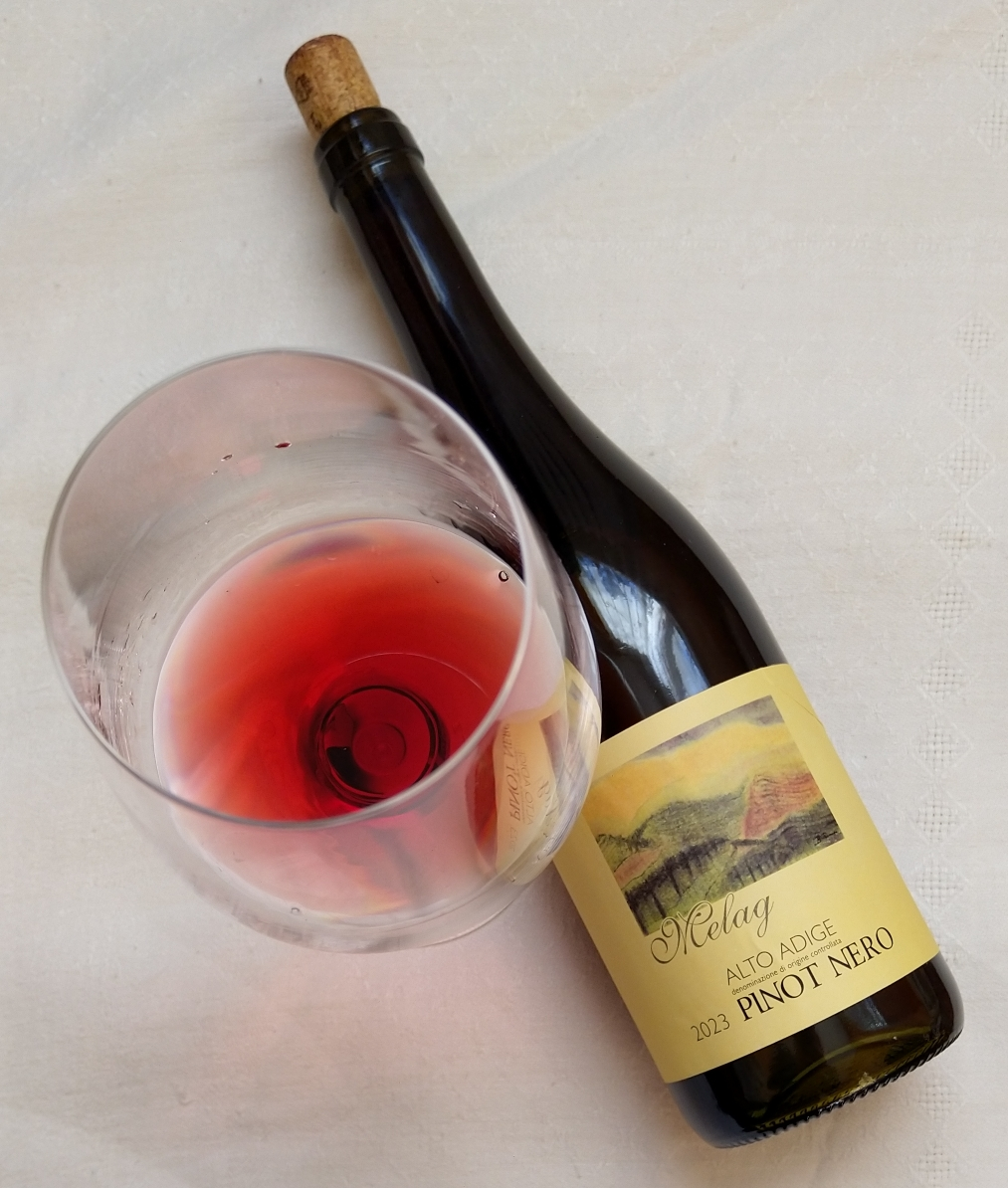
Вино з піно-нуар, з Альто-Адідже, Італія

Вина з піно-нуар можуть сильно відрізнятися залежно від регіону. З усім тим, всі мають легкий гранатовий колір, високу кислотність, насичений смак та аромат, середній або низький вміст танінів. Винороби часто використовують піно-нуар для виробництва рожевого вина. Сорт також є традиційним компонентом у ігристих винах у суміші з Шардоне (Франція, Австралія) та Аліготе, Рислінг (Україна, Молдова).
Смакові та ароматичні характеристики:
- класичні аромати піно-нуар — черешня, малина, троянда, фіалка;
- у теплих кліматах: полуниця, гриби;
- після витримки: ґрунт.

## Кулінарні комбінації
Завдяки легкому фруктовому характеру піно-нуар добре комбінується з ароматними стравами, такими як прошуто, сири, молода яловичина, омари, креветки, баранина.